# 錫努河

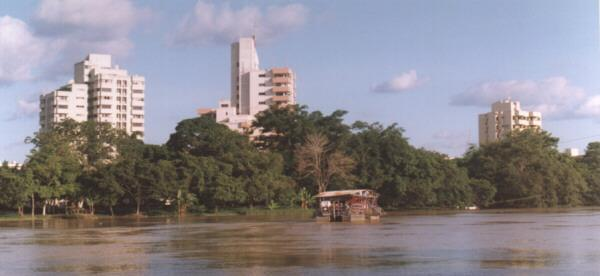

錫努河是哥倫比亞的河流，位於該國西北部，河道全長415公里，流域面積13,700平方公里，發源自安蒂奧基亞省，流經科爾多瓦省，最終注入加勒比海。